# Regionalwahl in Molise 1975
Die Regionalwahl in Molise 1975 fand am 15. und 16. Juni statt.

## Wahlergebnis
| Listen            | Listen                                        | Stimmen | %    | Mandate |
| ----------------- | --------------------------------------------- | ------- | ---- | ------- |
|                   | Democrazia Cristiana                          | 99.785  | 50,0 | 16      |
|                   | Partito Comunista Italiano                    | 35.675  | 17,9 | 6       |
|                   | Partito Socialista Italiano                   | 20.090  | 10,1 | 3       |
|                   | Partito Socialista Democratico Italiano       | 12.384  | 6,2  | 2       |
|                   | Movimento Sociale Italiano – Destra Nazionale | 9.958   | 5,0  | 1       |
|                   | Partito Repubblicano Italiano                 | 8.995   | 4,5  | 1       |
|                   | Partito Liberale Italiano                     | 8.902   | 4,5  | 1       |
|                   | Democrazia Proletaria                         | 2.335   | 1,2  | –       |
|                   | Unabhängigen                                  | 1.419   | 0,7  | –       |
| Gesamt            | Gesamt                                        | 199.543 | 100  | 30      |
|                   |                                               |         |      |         |
| Ungültige Stimmen | Ungültige Stimmen                             | 9.968   | 4,8  |         |
| Wähler            | Wähler                                        | 209.511 | 84,3 |         |
| Wahlberechtigte   | Wahlberechtigte                               | 248.465 |      |         |